# Lankijskie Siły Powietrzne

Siły Powietrzne Sri Lanki (Sri Lanka Air Force, SLAF, Język syngaleski: ශ්‍රි ලංකා ගුවන් හමුදාව Sri Lanka Guwan Hamudawa) powstały 2 marca 1951, trzy lata po uzyskaniu przez Sri Lankę niepodległości od Wielkiej Brytanii. Początkowo wyposażenie SLAF stanowiły samoloty pozostawione przez Royal Air Force.
Na początku swojego istnienia SLAF wyposażony był tylko w samoloty treningowe, helikoptery i samoloty transportowe, pierwsze myśliwce, radzieckie MiG-17, zakupiono dopiero na początku lat 70. XX wieku. Wiosną 2016 roku sugerowano, że Sri Lanka kupi chińsko-pakistański myśliwce JF-17 Thunder lub indyjskie Tejasy. W sierpniu 2016 roku rzecznik rządu Sri Lanki, ogłosił, że gabinet kierowany przez Ranila Wickremasinghe’a zaakceptował prośbę, którą wystosował prezydent i minister obrony Maithripala Sirisena, i postanowił zezwolić na zakup od 8 do 12 nowych samolotów wielozadaniowych wraz z odpowiednim uzbrojeniem. Transakcja ma być umową międzyrządową.

## Wyposażenie
Na wyposażeniu SLAF znajdują się następujące samoloty:

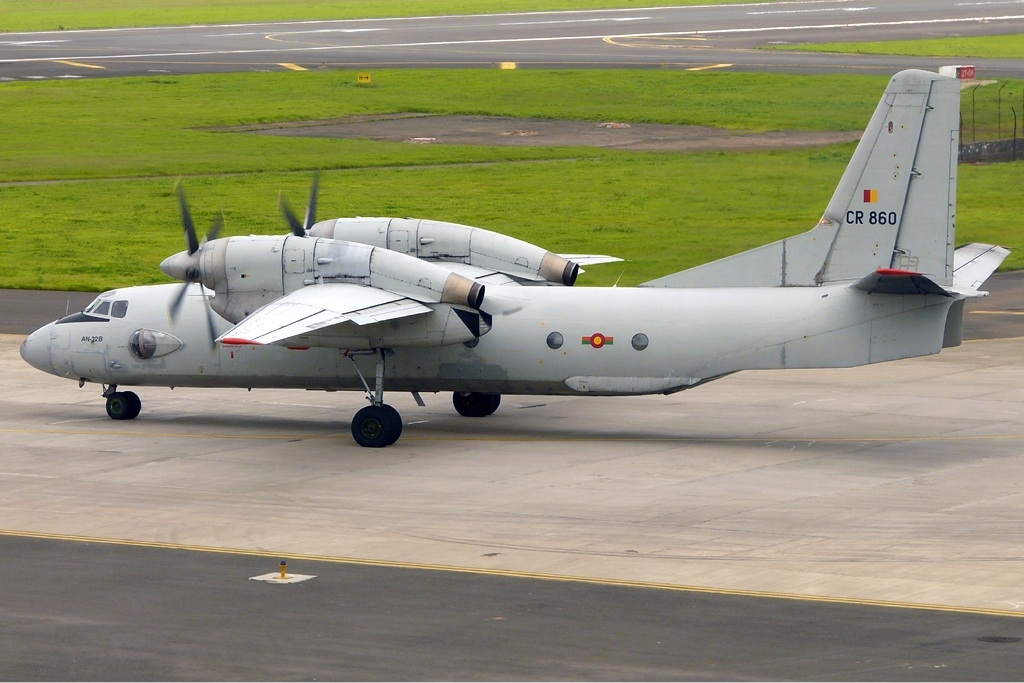
An-32B w 2008 roku (nieaktualny od 2010 znak rozpoznawczy)

| Samolot                   | Zdjęcie  | Producent         | Typ                       | Wersja       | Liczba sztuk | Uwagi                                    |
| Samoloty                  | Samoloty | Samoloty          | Samoloty                  | Samoloty     | Samoloty     | Samoloty                                 |
| ------------------------- | -------- | ----------------- | ------------------------- | ------------ | ------------ | ---------------------------------------- |
| IAI Kfir                  |          | Izrael            | Myśliwiec                 | C-2 C-7 TC-2 | 7            | Z czego tylko jeden jest zdatny do lotu. |
| Chengdu F-7               |          | Chiny             | Myśliwiec przechwytujący  |              | 7            |                                          |
| MiG-27                    |          | ZSRR              | Szturmowy                 |              | 6            |                                          |
| Hongdu K-8 Karakorum      |          | Chiny · Pakistan  | Szkolenie zaawansowane    |              | 6            |                                          |
| Nanchang PT-6             |          | Chiny             | Szkolenie podstawowe      |              | brak danych  |                                          |
| Cessna 150                |          | Stany Zjednoczone | Szkolenie podstawowe      |              | 10           |                                          |
| Specjalnego przeznaczenia |          |                   |                           |              |              |                                          |
| Beechcraft King Air       |          | Stany Zjednoczone | Morski patrolowiec        | 200          | 2            |                                          |
| Samoloty transportowe     |          |                   |                           |              |              |                                          |
| C-130 Hercules            |          | Stany Zjednoczone | Średni transportowiec     | C-130K       | 3            |                                          |
| An-32                     |          | ZSRR              | Lekki transportowiec      | An-32B       | brak danych  |                                          |
| Harbin Y-12               |          | Chiny             | Lekki transportowiec      |              | brak danych  |                                          |
| Śmigłowce                 |          |                   |                           |              |              |                                          |
| Bell 206                  |          | Stany Zjednoczone | Śmigłowiec użytkowy       |              | brak danych  |                                          |
| Bell 212                  |          | Stany Zjednoczone | Śmigłowiec użytkowy       |              | brak danych  |                                          |
| Bell 412                  |          | Stany Zjednoczone | Śmigłowiec użytkowy       | 412EP        | 14           |                                          |
| Mi-17                     |          | ZSRR              | Śmigłowiec wielozadaniowy |              | brak danych  |                                          |
| Mi-24                     |          | ZSRR              | Śmigłowiec szturmowy      |              | brak danych  |                                          |